# FK Sarajevo
Az FK Sarajevo egy bosznia-hercegovinai labdarúgócsapat, székhelye Szarajevó városában található. Jelenleg a bosznia-hercegovinai élvonalban szerepel.
Jugoszlávia legsikeresebb bosnyák labdarúgócsapata kétszer nyerte meg a jugoszláv labdarúgó-bajnokságot, az öröktabellán az előkelő 6. helyet foglalja el.

## Korábbi elnevezései
- 1946: SD Torpedo (Az Udarnik Sarajevo és a Sloboda Sarajevo egyesüléséből)
- 1946–1949: SD Metalaca Sarajevo

1949 óta jelenlegi nevén szerepel.

## Története

### Klubalapítás évei
Az Udarnik és a Sloboda labdarúgócsapatainak egyesüléséből egy új klub jött létre 1946-ban, mely a jugoszláv sportéletben SD Torpedo néven mutatkozott be. Első mérkőzését 1946. november 3-án játszotta, és már az 1946–47-es szezont követően az első osztályba jutott. A rövid időre Metalaca Sarajevóra keresztelkedett csapat első élvonalbeli szereplése kudarcba fulladt, és az utolsó, 10. helyen búcsúzott. Távozása csak ideiglenes volt, már a következő idényben visszajutott a legjobbak közé, 1949. május 20-án pedig felvette mindmáig használatos klubnevét.
A jugoszláv élvonal középcsapataként az 1956–57-es szezonig szerepelt a legjobbak között, majd egy idényre újból kiesett a másodosztályba. Az élvonalba már egy új, fiatal csapat tért vissza, amely az első nagy sikereket hozta el a klub székházába.

### Az első bajnoki cím generációja (1960-as évek)
Az 1950-es évek végén a középmezőny, az 1960-as évek elején már az élmezőny helyeit ostromló FK Sarajevóban számos fiatal tehetség pallérozódott, mint például Boško Antić, Mirsad Fazlagić, Vahidin Musemić, Boško Prodanović és Asim Ferhatović, akit mindmáig a valaha élt legjobb bosnyák nemzetiségű játékosként tartanak számon. A tabellán évről évre egyre előkelőbb helyeken végző gesztenyebarna mezes csapat tagjai 1967-ben megnyerték a jugoszláv labdarúgó-bajnokságot és ezzel megtörték a horvát és szerb csapatok egyeduralmát.
Asim Ferhatić 1968-as visszavonulását ma már történelmi eseményként jegyzik a szarajevói sportéletben, és bár az FK Sarajevo egészen a második aranygeneráció csapatáig a legjobbak között szerepelt, az igazán kimagasló eredmények, és az újabb bajnoki cím is elmaradtak.

### A második aranygeneráció (1980–1991)
Meglepetésre 1980-ban az FK Sarajevo a jugoszláv pontvadászat 2. helyén zárt, így jogot szerzett, hogy 13 év után ismét a nemzetközi kupák porondjára lépjen az UEFA-kupa keretein belül. A bolgár Szlavija Szofija, majd a román Corvinul Hunedoara esett áldozatául az új szarajevói aranycsapat lelkes játékának, a szárnyalást megállítani pedig csak a kor jeles belga csapata, az Anderlecht tudta.
1985-ben az FK Sarajevo megnyerte a jugoszláv labdarúgó-bajnokságot, azonban a BEK-sorozat kiírásában a finn Kuusysi ellen nemzetközi meglepődésre dupla vereséggel vérzett el. A kupakudarc a bajnoki szereplésre is visszahatott, a következő hét évben a csapat rendre a tabella második felében végzett.

### A háború hatásai
Az 1992-ben kirobbant boszniai háború egyaránt kihatott Szarajevó mindennapi, illetve kulturális életére is. Az FK Sarajevo szurkolóinak, így a Horde Zla tagjainak nagy része is fegyvert ragadt, és a stadion lelátóit a főváros utcáin emelt barikádokra cseréte. A mehézségek ellenére a csapat fenntartotta önmagát, és 1994-ben 4–1-re legyőzte a békefentartók csapatát.

### A háború után
A háborút követően az FK Sarajevo szinte azonnal belépett a Bosznia-hercegovinai labdarúgó-szövetségbe, majd a megalakuló élvonalba nyert besorolást, ahol a liga egyik legmeghatározóbb és legerősebb csapata lett, melyet bajnoki címei, és nemzeti kupái fémjeleznek.
Az Európai Labdarúgó-szövetség 2004-es jubileumi ünnepségén a Bosznia-hercegovinai Labdarúgó-szövetség az 1970-es évek második felének, illetve az 1980-as évek elejének kiváló FK Sarajevo játékosát, Safet Sušićot nevezte meg az elmúlt 50 év legjobb bosnyák játékosaként.
2013. december 25-én jelent meg a hír, miszerint a Cardiff City maláj tulajdonosa, Vincent Tan megegyezett a klub elnökségével arról, hogy ő lesz a klub új tulajdonosa. Szándéka szerint a walesi csapattal ellentétben nem változtatja meg a csapat színeit, de lehetőséget kíván teremteni arra, hogy Bosznia-Hercegovina legjobb labdarúgói a legkomfortosabb körülmények között készülhessenek, s hogy lehetőség szerint bemutatkozhassanak a Premier League-ben a két egyesület közötti együttműködési megállapodás következtében.

## Sikerei
Jugoszlávia
- Jugoszláv labdarúgó-bajnokság (első osztály):

2 alkalommal (1966-1967, 1984-1985)
Bosznia-Hercegovina
- Bosznia-hercegovinai labdarúgó-bajnokság (első osztály):

5 alkalommal (1998-1999, 2006-2007, 2014-2015, 2018-2019, 2019-2020)
- Bosznia-hercegovinai labdarúgókupa:

7 alkalommal (1996-1997, 1997-1998, 2001-2002, 2004-2005, 2013-2014, 2018-2019, 2020-2021)

## Eredményei

### Európaikupa-szereplés

#### Összesítve
| Kupa                               | J  | GY | D  | V  | LG:KG |
| ---------------------------------- | -- | -- | -- | -- | ----- |
| Bajnokok Ligája                    | 6  | 3  | 0  | 3  | 11:7  |
| Bajnokcsapatok Európa-kupája (BEK) | 6  | 1  | 2  | 3  | 8:9   |
| Európa-liga                        | 6  | 2  | 2  | 2  | 7:7   |
| UEFA-kupa                          | 24 | 7  | 6  | 11 | 35:51 |
| Összesítve                         | 42 | 13 | 10 | 19 | 61:74 |

#### Szezonális bontásban
| Idény     | Kupa                         | Forduló         | Klub                    | 1. mérk. | 2. mérk. |
| --------- | ---------------------------- | --------------- | ----------------------- | -------- | -------- |
| 1967-1968 | Bajnokcsapatok Európa-kupája | 1. forduló      | Olimbiakósz Lefkoszíasz | 2:2      | 3:1      |
| 1967-1968 | Bajnokcsapatok Európa-kupája | 2. forduló      | Manchester United FC    | 0:0      | 1:2      |
| 1980-1981 | UEFA-kupa                    | 1. forduló      | Hamburger SV            | 2:4      | 3:3      |
| 1982-1983 | UEFA-kupa                    | 1. forduló      | PFK Szlavija Szofija    | 2:2      | 4:2      |
| 1982-1983 | UEFA-kupa                    | 2. forduló      | FC Corvinul Hunedoara   | 4:4      | 4:0      |
| 1982-1983 | UEFA-kupa                    | 3. forduló      | RSC Anderlecht          | 1:6      | 1:0      |
| 1985-1986 | Bajnokcsapatok Európa-kupája | 1. forduló      | Kuusysi                 | 1:2      | 1:2      |
| 1998-1999 | UEFA-kupa                    | 1. selejtezőkör | KFC Germinal Ekeren     | 1:4      | 0:0      |
| 2001-2002 | UEFA-kupa                    | Selejtező       | CS Marítimo             | 0:1      | 0:1      |
| 2002-2003 | UEFA-kupa                    | Selejtező       | SK Sigma Olomouc        | 1:2      | 2:1      |
| 2002-2003 | UEFA-kupa                    | 1. forduló      | Beşiktaş JK             | 2:2      | 0:5      |
| 2003-2004 | UEFA-kupa                    | Selejtező       | FK Smederevo            | 1:1      | 0:3      |
| 2006-2007 | UEFA-kupa                    | 1. selejtezőkör | FC Rànger's             | 3:0      | 2:0      |
| 2006-2007 | UEFA-kupa                    | 2. selejtezőkör | FC Rapid Bucureşti      | 1:0      | 0:2      |
| 2007-2008 | Bajnokok Ligája              | 1. selejtezőkör | Marsaxlokk FC           | 6:0      | 3:1      |
| 2007-2008 | Bajnokok Ligája              | 2. selejtezőkör | KRC Genk                | 2:1      | 0:1      |
| 2007-2008 | Bajnokok Ligája              | 2. selejtezőkör | FK Dinamo Kijiv         | 0:1      | 0:3      |
| 2007-2008 | UEFA-kupa                    | 1. forduló      | FC Basel                | 1:2      | 0:6      |
| 2009-2010 | Európa-liga                  | 2. selejtezőkör | FC Spartak Trnava       | 1:2      | 0:6      |
| 2009-2010 | Európa-liga                  | 3. selejtezőkör | Helsingborgs IF         | 1:2      | 2:1      |
| 2009-2010 | Európa-liga                  | Rájátszás       | FC CFR 1907 Cluj        | 1:1      | 1:2      |

Megjegyzés: Csak az Európai Labdarúgó-szövetség (UEFA) által szervezett európai kupák eredményeit tartalmazza. Az eredmények minden esetben a FK Sarajevo szemszögéből értendőek, a félkövéren jelölt mérkőzéseket pályaválasztóként játszotta.